# Guglielmo Carozzi

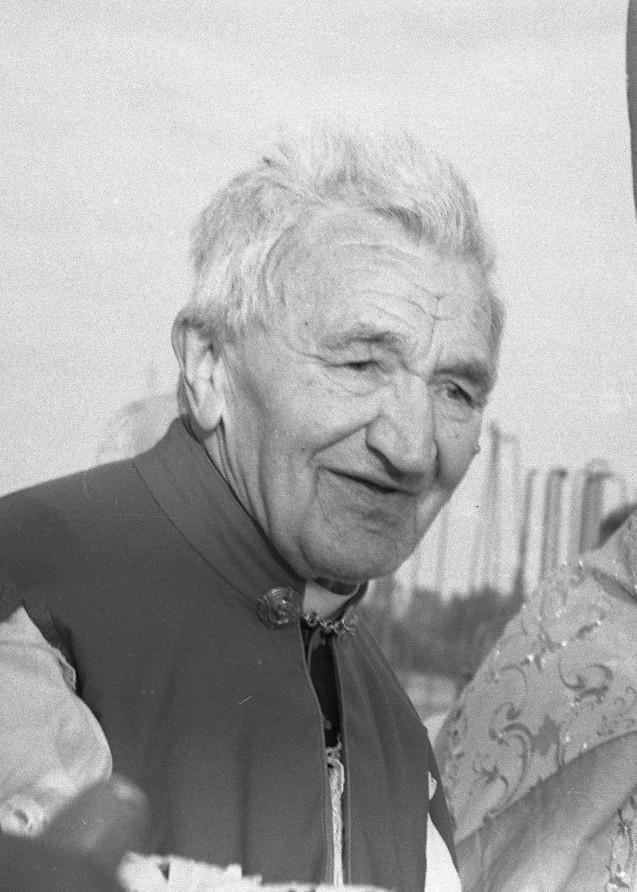
Guglielmo Carozzi

Guglielmo Carozzi (Curnasco, 8 settembre 1880 – Seriate, 14 aprile 1970) è stato un presbitero italiano.

## Biografia
Nasce l'8 settembre a Curnasco di Treviolo da famiglia contadina; entra dodicenne in Seminario a Bergamo dove si distingue subito per la sua intelligenza. 
Suo compagno di studi ed amico è Angelo Giuseppe Roncalli, il futuro Papa Giovanni XXIII. Viene mandato a Roma per frequentare i corsi di teologia e scelto per sostenere, davanti a tutti gli alunni e i docenti, ma soprattutto al Sommo Pontefice Pio X, la sua tesi di teologia, per cui riceve una medaglia d'oro. 
Si ferma ancora a Roma e consegue anche la laurea in Filosofia e successivamente quella in Diritto Civile e Canonico. Richiamato a Bergamo dal vescovo Radini Tedeschi, riceve l’incarico di Dogmatica e Diritto Sociale in Seminario, ed anche quello di Economo. Diventa la mente direttiva dell’organizzazione catechistica e pubblica il manuale “Punti di dottrina e di storia“.
Durante la prima guerra mondiale, il Seminario per cause di forza maggiore si trasforma in ospedale militare e Carozzi, oltre a curare l’assistenza spirituale, si trova a dover gestire gli ammalati e le truppe. Anche in questo nuovo ruolo si distingue, grazie alla saggezza e concretezza del mondo contadino da cui proviene.
Il 14 settembre 1919 fa il suo ingresso solenne a Seriate dove rimarrà fino alla morte, avvenuta il 14 aprile 1970.
I suoi sermoni così coinvolgenti (anche perché spesso pronunciati in dialetto) riempiono la chiesa; ha una conoscenza diretta e personale di tutti i suoi parrocchiani e si preoccupa di tenere lontani da ogni pericolo fanciulli e giovani.
Fonda ed organizza la locale sezione dell’Azione Cattolica con tutti i suoi quadri e le varie Congregazioni religiose. La sua energia è inesauribile e lo dimostra il fatto che contemporaneamente occupa le cariche di Giudice del Tribunale Ecclesiastico, membro del Consiglio di Amministrazione del Seminario, membro del Consiglio Amministrativo Diocesano, membro del Consiglio della Banca Diocesana, Presidente della Mutua Carità del Clero, Revisore della Stampa, membro della Commissione per le gare catechistiche e Consigliere dell’Unione Missionaria. Il 12 luglio 1951 è nominato Prelato Domestico del Papa e l’8 ottobre 1959 Protonotario Apostolico.
A Seriate si adopera per creare strutture adeguate al paese che stava trasformandosi: un teatro, due oratori, un campo sportivo, la chiesetta del Sacro Cuore, l’asilo parrocchiale, la nuova casa parrocchiale, la chiesa di San Giuseppe, nonché il campanile che svetta accanto alla chiesa parrocchiale del SS. Redentore, appena rinnovato nel suo concerto di campane.